# Мавзолей безымянный (Туркестан)
Мавзолей безымянный (каз. Белгісіз сағана) — памятник истории и архитектуры XVI века в городе Туркестане, в 45 м к юго-западу от мавзолея Ходжи Ахмеда Ясави, на территории туркестанского некрополя. С 1982 года входит в список памятников истории и культуры Казахстана республиканского значения.

## Архитектура
Наземная часть мавзолея была практически полностью утрачена, но склеп сохранился в удовлетворительном состоянии. Четыре невысокие пристенные стрельчатые арки удерживают низкий купол склепа. На эти же арки отчасти опирались и стены наземной части. Вход в склеп сделан с юго-восточной стороны посредством невысокого проёма, перекрытого стрельчатой аркой. Ступеней, ведущих в склеп, не было выявлено. Интерьер склепа не оштукатурен. Пол глиняный. На полу зафиксированы погребения в деревянных ящиках — 7 взрослых и одно детское. Наличие нескольких захоронений в этом капитальном сооружении указывает на то, что это была, по-видимому, родовая усыпальница местной феодальной знати.
В 3 м к югу от безымянного мавзолея зафиксированы руины ещё одного небольшого мавзолея.